# وست لاون (پنسیلوانیا)
وست لاون (به انگلیسی: West Lawn) یک حوزه سرشماری در ایالات متحده آمریکا است که در پنسیلوانیا واقع شده‌است. وست لاون ۱٬۷۱۵ نفر جمعیت دارد.